# 中岳 (札幌市・京極町)
中岳（なかだけ）は、北海道札幌市南区定山渓と京極町の境界にある山。標高1387.5メートル。
山名は無意根山と喜茂別岳の中間に座することに由来する。

## 地形と地質
無意根山溶岩によって形成された山のひとつ。
頂上の周辺には高さ5 - 10メートルほどの岩壁がめぐらされ、あたかも古城のような姿をしており、主要峰のかたわらの目立たない山が多い「中岳」の中では、秀峰の部に属すると言える。
南西側のワッカタサップ川源頭寄りは、深くえぐられた急崖となっている。

## 登山ルート
登山道は存在しない。隣の無意根山から縦走路が開削されたことがあったが、それほどの年月を経ずして藪の中へと消えた。
夏期には白水川を遡行する沢登りで登頂できる。
冬期には中山峠から無意根山への縦走途中に通過するか、あるいは逆に無意根山側から往復するパターンが多くみられる。